# Dendrosipanea
Dendrosipanea es un género con dos especies de plantas fanerógama perteneciente a la familia de las rubiáceas.

## Especies
- Dendrosipanea revoluta Steyerm. (1963).
- Dendrosipanea spigelioides Ducke (1935).